# إلهان بيرك
إلهان بيرك (18 تشرين الثاني/نوفمبر 1918-28 آب/أغسطس 2008) كان شاعرًا تركيًا رائدًا. يُعتبر من أبرز شعراء تيار ما بعد الحداثة في الشعر التركي (يُدعى "إكينجي يني" İkinci Yeni؛ أي "الجيل الثاني الجديد") وكان له تأثير كبير جدًا في الأوساط الأدبية التركية.

## حياته
```
ولد الشاعر التركي إلهان بيرك بمدينة 
مانيسا
، وشهد عندما كان طفلًا حريق مانيسا. حصل على شهادة التأهيل لمزاولة مهنة التعليم من كلية "باليكسير نجاتي بك" (Balıkesir Necatibey)، وبعد عامين من التدريس في المدرسة الابتدائية في Espiye، التحق بمعهد أنقرة Gazi Education Institute. تخرج بيرك من القسم الفرنسي بالمعهد عام 
1944
 وعمل مدرسًا للغة 
الفرنسية
 في المدارس الإعدادية والثانوية في 
زونغولداق
 
وسامسون
، 
وقرشهير
 بين عامي 
1945
-
1955
. من عام 
1956
 وحتى 
1969
 عمل في 
أنقرة
 مدرسًا للغة 
الفرنسية
، ومترجمًا في المصرف الزراعي 
بإسطنبول
. خلال هذا الوقت ، قام بترجمة ونشر قصائد 
آرثر رامبو
 
وعزرا باوند
، اللذين يعتبران من أعظم شعراء العالم الحديث. بعد هذا التاريخ، كرس نفسه بالكامل للكتابة واقتصر إنتاجه على الشعر فقط، وصرف النظر عن الكتابة السردية. حصل على جائزة الشعر لجمعية اللغة التركية عام 
1979
 عن كتابه Kül، وجائزة بهجت Necatigil الشعر الأولى عام 
1980
 عن كتاب 
إسطنبول
. حصل على جائزة Sedat Simavi الأدبية في عام 
1983
 عن كتابه Deniz Eskisi و Yeditepe Poetry Gift في عام 
1988
 مع كتابه Güzel Irmak.
```

## وفاته
```
أقام في السنوات الأخيرة من حياته في 
بودروم
، توفي في 28 آب/أغسطس 
2008
.
```

## مؤلفاته
من أعماله: تحية للذين أحرقوا الشمس، إسطنبول، صباح الخير أيتها الأرض، أغنية تركيا، كور أوغلو، بحر الجليل (بحيرة طبرية)، الخط المسماري، عرش الحب، صوب المساء، اوتوبيوغرافي، رجل طويل، كتاب الأعشاب الشافية، الحصان الطائر. كما اصدر انطولوجيات شعرية عديدة: مختارات من عزرا باوند، مختارات من رامبو، أنطولوجيا الشعر الفرنسي، أنطولوجيا الشعر العالمي.

من أعماله التي ترجمت إلى لغات أجنبية: إسطنبول، اللغة الإسبانية 1988، قصائد، مدريد 1992، النهر الجميل، مدريد 1995، مختارات شعرية، نيويورك 2004.

## أسلوبه الشعري
تطور شعر بيرك من النهج الاشتراكي الملحمي إلى الرؤية الفردية الحالمة، والشبقية. لقد جعل "الأشياء" مرئيّة في تألّقها، وسعى إلى تحطيم المعنى. يستمد شعر بيرك جذوره من الميثولوجيا، ومن توليفة بين تقاليد الشعر الغربية والشرقية معًا، ومع ذلك فإنه يسعى إلى إيجاد أسلوب فريد، يُقارب أساليب ما بعد الحداثة. يُشير بيتر رايلي، في تحليله لعمل بيرك نُشر في The Fortnightly Review، إلى أنَّ بيرك أحيانًا "يُوجّهُ الشعر إلى أقصى حدّ، بحيث لا يمكن لهذا الشعر أن يؤدي وظيفته اللغويّة".

استوحى بيرك موضوعاته الشعريّة من التاريخ، والجغرافيا، والفنون البصرية، وشكّلت مدن مثل: إسطنبول، وباريس، وأنقرة، موضوعات شعريّة لبعض قصائده. تتميّز أشعاره بمعجم لغوي ثريّ، وهي تتضمن أحيانًا كلماتٍ عامية، بالإضافة إلى كلمات شديدة الخُصوصيّة، مثل المصطلحات الموسيقيَّة، والأسماء المحلية للنباتات.

## جوائز أدبيّة
حظي بيرك خلال حياته باحتفاء كبير، وحصل على جوائز أدبيّة عديدة، منها:
- جائزة جمعية اللغة التركية (عام 1979).
- جائزة بهجت نجاتي جيل (Behçet Necatigil) للشّعر (عام 1980).
- جائزة Yeditepie للشعر (عام 1983).
- جائزة سِيْدات سيمافي للأدب (Sedat Simavi) (عام 1988).